# بخش کویینزکتبری
بخش کویینزکتبری (به سوئدی: Skinnskattebergs kommun) یک ناحیه شهری در سوئد است که در شهرستان وستمانلاند واقع شده‌است.